# Camila (série télévisée)
Pour les articles homonymes, voir Camila.
Camila est une telenovela mexicaine diffusée 1998 sur Canal de las Estrellas.

## Distribution

### Acteurs principaux
- Bibi Gaytán : Camila Flores
- Eduardo Capetillo : Miguel Gutiérrez
- Adamari López : Mónica Iturralde
- Enrique Lizalde : Armando Iturralde
- Gabriela Goldsmith : Ana María de Iturralde
- Kuno Becker : Julio Galindo
- Patricia Martínez : Rosario "Chayo" Juárez
- Lourdes Reyes : Selene Olivares
- Abraham Ramos : Pablo Juárez
- Yuvia Charlin : Beatriz Molina
- Arlette Pacheco : Iris Molina
- Julio Mannino : Nacho Juárez
- Daniel Gauvry : Hernán Galindo
- Rebeca Mankita : Natalia de Galindo
- Margarita Magaña : Laura Escobar
- Raúl Magaña : Iván Almeida
- Raquel Pankowsky : Gloria
- Mariagna Prats : Teresa Zúñiga
- Maleni Morales : Mercedes Escobar
- Víctor Noriega : Dr. Robin Wicks
- Vanessa Guzmán : Fabiola
- Gerardo Murguía : Andrade
- Polly : Julieta
- Francesca Guillén : Cecilia
- Diana Golden : Silvia Escalante
- Enrique Becker : Artemio
- Hector Cruz : Fausto
- Ignacio López Tarso : Don Genaro
- Martha Navarro : Digna
- Evelyn Solares : Adela
- Sussan Taunton : Renata
- Mike Salas : Mike
- Giovan D'Angelo : Lorenzo Alarcón
- Dinorah Cavazos : Ada Obrera
- José Luis Montemayor : Rafael Buendía
- Ricardo Carrión : Lucio
- Xavier Ortiz : Rodrigo Sandoval
- Rafael Inclán : Luis Lavalle
- Lisette Morelos : Ingrid Valverde
- Ismael Larrumbe : Agent Robledo
- Myrrah Saavedra : Mme. Urquidi
- Gustavo Negrete : Docteur
- Luis Uribe : Nicandro
- Indra Zuno : Elisa
- Virginia Gimeno : Patricia Robles
- Gerardo Pheyrano : Álvaro
- Humberto Elizondo : Lic. Darío Suárez
- Julio Vega : Lic. Hinojosa
- Pablo Solares : Marroquín
- Liza Willert : Dre Abasolo
- Sergio Sánchez : Leoncio
- Manuel Guízar : Dr. Fuentes
- Ricardo Vera : Directeur de l'Ecole de Musique
- Arturo Laphan : Agent Blanco
- Esteban Franco : Agent Pineda
- Silvio Fornaro : Fabián Leal
- Rosita Bouchot : La Canalla
- César Castro : Dr. Hurtado
- Enrique Hidalgo : Leonel
- Arturo Muñoz : Tomás "El Buitre" Camacho
- Rubén Morales : Lic. Eduardo Meléndez
- Roberto Miquel : Docteur
- Miguel Serrós : Mario Larios
- Abraham Stavans : Prêtre
- Claudia Troyo : Secrétaire
- Geraldine Bazán : Paola
- Ingrid Martz : Katherine

## Diffusion internationale
| Pays                                                                                     | Chaîne                                 | Titre  | Première diffusion |
| ---------------------------------------------------------------------------------------- | -------------------------------------- | ------ | ------------------ |
| Mexique                                                                                  | Canal de las Estrellas                 | Camila |                    |
| Argentine Chili Colombie Venezuela                                                       | Canal de las Estrellas Amérique latine | Camila |                    |
| Argentine Bolivie Chili Colombie Costa Rica Équateur Guatemala Mexique Uruguay Venezuela | TLNovelas                              | Camila |                    |
| Chili                                                                                    | Red Televisión                         | Camila | 1999               |
| Pologne                                                                                  | TVN                                    | Camila |                    |
| Argentine                                                                                | Canal 9 Libertad                       | Camila |                    |
| Équateur                                                                                 | Gama TV                                | Camila |                    |
| Équateur                                                                                 | Canal Uno                              | Camila |                    |
| Colombie                                                                                 | Canal A                                | Camila |                    |
| République dominicaine                                                                   | Telemicro                              | Camila |                    |
| Brésil                                                                                   | SBT                                    | Camila |                    |
| Venezuela                                                                                | Venevisión                             | Camila |                    |
| Philippines                                                                              | ABS-CBN                                | Camila | 2001               |

### Sources
- (es) Cet article est partiellement ou en totalité issu de l’article de Wikipédia en espagnol intitulé « Camila (telenovela) » (voir la liste des auteurs).